# ناحية مركز دوما
ناحية مركز دوما إحدى نواحي سوريا تتبع إداريّاً لمحافظة ريف دمشق منطقة دوما ومركزها مدينة دوما، بلغ تعداد سكان الناحية 181,934 نسمة حسب التعداد السكاني لعام 2004.

## تجمعات ناحية مركز دوما السكانية[2]
| التجمع السكاني                   | عدد السكان |
| -------------------------------- | ---------- |
| عدرا                             | 20,559     |
| بطيحة الوافدين                   | 16,539     |
| دوما                             | 110,893    |
| حوش الضواهرة                     | 3,415      |
| حوش الفارة                       | 2,451      |
| حوش نصري                         | 2,459      |
| حفير التحتا                      | 3,688      |
| الشهيد باسل الأسد العالمية بعدرا | 10,504     |
| ميدعا                            | 3,108      |
| الريحان                          | 4,099      |
| الشفونية                         | 2,953      |
| تل الصوان                        | 1,266      |